# Мукай, Сёитиро
Сёитиро Мукай (яп. 向 翔一郎, род. 10 февраля 1996, Такаока, Тояма) — японский дзюдоист. Чемпион мира в командных соревнованиях. Вице-чемпион мира 2019 года, призёр чемпионата Азии 2017 года.

## Карьера
В 2017 году на чемпионате Азии по дзюдо в Гонконге в весовой категории до 90 кг завоевал бронзовую медаль.
На чемпионате мира 2018 года в Баку в командных соревнованиях в составе сборной Японии стал чемпионом мира и получил золотую медаль. 
На предолимпийском чемпионате мира 2019 года, который проходил в Токио завоевал серебряную медаль, уступив в поединке за чемпионский титул сопернику из Нидерландов Ноэлю ван т' Энду. Это первый столь серьёзный успех японского атлета. В составе смешанной команды стал чемпионом мира. 